# Жолобак Ігор Степанович
Жолобак Ігор Степанович (* 11 вересня 1962 р., смт. Креховичі, Рожнятівський район, Івано-Франківська область) — український фотограф, фотохудожник, член Національної спілки фотохудожників України.

## Біографія
Народився Ігор Жолобак 11 вересня 1962 р. у смт. Креховичі Івано-Франківської області у звичайній сільській родині. Батько — Степан, мати — Поліна і троє братів. Після сільської школи вступив до Першотравенського гірничого училища (Дніпропетровська обл.) 1983 року переїхав до Губинихи, у цьому ж році побрався зі своєю дружиною Любов'ю. Тривалий час працював керівником дитячої фотостудії у станції юних техніків у Губинисі. З 2002 р. обіймає посаду директора Губиниського будинку культури. Крім цього, є керівником дитячої студії народного малярства «Джерельце». Має доньку Вікторію та сина Романа.

## Творчість
Фотографією Ігор Жолобак зацікавився у підлітковому віці, а з 18 років займається цим професійно. Першим його фотоапаратом був «Смена-8М». Дебютна персональна фотовиставка відбулася 1992 р. у м. Дніпро в Будинку вчених. З 1993 р. Ігор є членом НСФХУ. Протягом своєї творчої діяльності Ігор Жолобак шукав себе, пробував різні жанри фотографії (репортажна, предметна зйомка, фотогумор, колаж, фотоарт, ню). Зараз більшість робіт митця — це студійні постановні фотографії. Великий вплив на стиль Ігоря здійснила творчість чеського фотохудожника Яна Саудека.

## Виставки та конкурси
- «Гори і люди» — м. Івано-Франківськ
- «Жінка ХХ століття» — м. Київ
- «Меморіал» — м. Дніпро
- Фотовиставка, присвячена 2-й річниці Незалежності України — м. Івано-Франківськ
- «Освободители» — м. Севастополь
- «Суб'єктивна Фотографія» — м. Запоріжжя
- «Мир фотографии» — м. Москва
- Персональна фотовиставка — м. Дніпро, Будинок Вчених, 1992 р.
- Персональна фотовиставка «Кумедний кадр» — м. Дніпро, Будинок Вчених, 2010 р.
- V Бієнале імені Степана Назаренка «Фотопортрет — 2015» — м. Івано-Франківськ
- Х Міжнародний салон художньої фотографії «Фотовернісаж на Покрову» — м. Рівне
- XVII Міжнародний фотоконкурс газети «День» — м. Київ
- Міжнародний конкурс репортерської фотографії «Life Press Foto — 2016»
- VI Міжнародний фотосалон «Планета дітей» — м. Київ
- ХІ Національна фото-бієнале «Природа-2016» — м. Івано-Франківськ
- XVIII Міжнародний фотоконкурс газети «День» — м. Київ
- ХІ Міжнародний салон художньої фотографії «Фотовернісаж на Покрову» — м. Рівне
- Міжнародний конкурс експериментальної фотографії «Вікна» — м. Київ, 2016 р.
- «Моя найкраща фотографія — 2016» — м. Київ
- «Мовчазні забаганки» PAVLOVKA ART GALLERY — м. Київ, 2017 р.
- Перший відкритий міжнародний фестиваль Сучасної фотографії — 2017 — м. Київ
- Перший Національний фотосалон «Фото юморина — 2017» — м. Одеса
- STREET ART PHOTO — 2017 — м. Київ
- Персональна фотовиставка «Палітра моєї душі» Фотогалерея, Kievphotos — hall, м. Київ
- Національний відкритий фотоконкурс «Автопортрет — 2017», м. Київ
- VII Міжнародний фотосалон «Планета дітей» —  галерея «Дім Миколи», м.Київ
- IV міжнародний фотоконкурс «Гончарні візії країни» — 2017, смт. Опішня
- Шоста Бієнале ім. Степана Назаренка «Фотопортрет» — 2017, м. Івано-Франківськ
- Другий національний конкурс Абстрактної фотографії — 2017, м. Київ
- Life Press Photo — 2017, м. Рівне
- Фотовиставка «Ми Українці» — 2017, м. Київ
- 6-й кубок Рівного з фотомистецтва — 2017, м. Рівне
- POKROVA PHOTOVERNISSAGE — 2017, м. Рівне
- ХІХ міжнародний фотоконкурс газети «День», м. Київ
- ХХІ Відкрита Всеукраїнська художня фотовиставка «Погляд» — 2017, м.Кропивницький
- HUDE ART PHOTOS — 2017, м. Київ
- Міжнародний салон художньої фотографії «MULTI ART PHOTOS» — 2017, м. Київ
- Erotic self-portrait — 2017, м. Київ
- Моя найкраща фотографія — 2018, м. Київ
- VI міжнародний салон художньої фотографії «Образ женщины в фотоискусстве» — м. Одеса
- Фотовиставка «PHOTWEEK» — 2018, м. Дніпро
- VIII міжнародний фотосалон «Планета дітей» — 2018, м. Київ
- Всеукраїнський фотоконкурс «Весна и Время», м. Харків
- Сатирично-гумористичний фотоконкурс «Весела копиця», м. Долина
- V міжнародний фотоконкурс «Гончарні візії країни», смт. Опішня
- INTERNATIONAL SALON o FART PHOTOGRAPHY «Se VALENTINE'S DAY» — м. Київ
- ХІІ Бієнале «Природа», м. Івано-Франківськ
- Lite Press Photo — 2018, м. Рівне
- 6-й кубок Рівного з фотомистецтва — 2018, м. Рівне
- ХІІІ Міжнародний салон художньої фотографії «Фотовернісаж на Покрову» — 2018, м. Рівне
- ХХ Міжнародний фотоконкурс газети «День», м. Київ
- Другий міжнародний відкритий фестиваль сучасної фотографії — 2018, м. Київ
- EROTIC ART PHOTO — 2018, м. Київ
- Слава козацька дух перемоги — 2018, м. Київ
- ХХІІ Відкрита Всеукраїнська художня фотовиставка «Погляд» — 2018, м. Дніпро
- Фотопортрет — 2018, м. Івано-Франківськ
- ІХ Міжнародний фотосалон «Планета дітей» — 2018, м. Київ
- Моя найкраща фотографія — 2019, м. Київ
- ІІІ Міжнародний відкритий фестиваль сучасної фотографії — 2019, м. Київ
- Сатирично-гумористичний фотоконкурс «Весела копиця»- 2019, м. Долина
- Life Press Photo — 2019, м. Рівне
- XIV Міжнародний салон художньої фотографії «Фотовернісаж на Покрову» — 2019, м. Рівне[1]

## Нагороди
- Бронзова медаль ISF — «Фотопортрет — 2015», м. Івано-Франківськ, 2015 р.
- Диплом салону «Фотовернісаж на Покрову-2015», м. Рівне, 2015 р.
- Бронзова медаль ISF — «Планета дітей», м. Київ, 2016 р.
- Золота медаль ISF — «Природа-2016», м. Івано-Франківськ, 2016 р.
- Срібна медаль салону — "Вікно/Window, м. Київ, 2016 р.
- Золота медаль НСФХУ, Перший міжнародний відкритий фестиваль сучасної фотографії м. Київ, 2017 р.
- Диплом НСФХУ, медаль салону — «Планета дітей», м. Київ, 2017 р.
- Диплом І ступеня НСФХУ — «Фотопортрет», м. Івано-Франківськ, 2017 р.
- Диплом центру сучасного мистецтва — м. Івано-Франківськ, 2017 р.
- Диплом Укрфото GPU, золота медаль Укр-фото — «Фотовернісаж на Покрову-2017», м. Рівне
- Диплом салону — 6-й Кубок Рівного, 2017, м. Рівне
- Диплом салону, медаль салону, кращий автор салону — «Планета дітей», м. Київ, 2018 р.
- Диплом — Гончарні Візії Країни, 2017 р, смт. Опішня
- Диплом — фотоконкурс «Весна и Время», 2018, м. Харків
- Диплом — Гончарні Візії Країни, 2018 р, смт. Опішня
- Бронзова медаль НСФХУ, Срібна медаль НСФХУ — Весела копиця, 2018 р, м. Долина
- Диплом ISF — І ступеня — ХІІ Бієнале «Природа»
- Диплом салону -  Life Press Photo, 2018 р. м. Рівне
- Срібна медаль салону, бронзова медаль салону — 7-й Кубок Рівного з фотомистецтва — 2018, м. Рівне
- Меморіальна нагорода BENU SEN, срібна медаль FIAP, диплом Укр-фото — «Фотовернісаж на Покрову-2019» м. Рівне[1]